# Фурія Сабінія Транквілліна
Фу́рія Сабі́нія Транквіллі́на (лат. Furia Sabinia Tranquillina; бл. 225 —після 244) — дружина римського імператора Гордіана III в 241—244 роках. Була донькою Гая Фурія Тімесіфея, що обіймав посаду префекта преторія Гордіана III.

## Біографія
Про родину Транквілліни відомо мало. В 241 році її батько Гай Фурій Тімесіфей, після укладання шлюбу його доньки з імператором став префектом преторія. Того ж року Фурія Сабінія отримала титул Августи. Після цього вплив Транквіліни ще більше зріс. Оскільки її чоловік був лише юнаком, фактичним очільником держави був Тімесіфей. У 244 році після смерті її батька новим префектом преторія став Філіпп Араб. Невдовзі за невідомих обставин помер її чоловік, а новим імператором було проголошено Філіппа.
Того ж року після смерті Гордіана народилася її донька. В подальшому Фурія Сабінія жила усамітнено, виховуючи доньку. Щодо дати та місця її смерті нічого не відомо.

## Родина
Чоловік — імператор Гордіан III
Діти:
- Фурія Гордіана (244—?), дружина Марка Меція Орфіта